# 4521-es mellékút (Magyarország)
A 4521-es számú mellékút egy közel 35 kilométer hosszú, négy számjegyű mellékút Csongrád-Csanád vármegye területén; Szentes és Hódmezővásárhely városokat köti össze a közöttük fekvő kisebb települések, Szegvár, Mindszent és Mártély érintésével.

## Nyomvonala
Kilométer-számozása a 833-as méterszelvénytől indul, azon a ponton a 451-es főútból ágazik ki, Szentes elkerülő szakaszának déli részén. „Nulladik” kilométere ebből ítélve minden valószínűség szerint a Szolnok–Hódmezővásárhely–Makó-vasútvonal Berekhát megállóhelye mellett volt, ahol a Vásárhelyi útból, a 45-ös főút városon átvezető szakaszából ágazott ki, települési névvel nem rendelkező útként; ma már azonban mindkét útszakasz önkormányzati útnak minősül.
Észak felé indul, de szinte rögtön nyugatnak, majd délnek fordul; ahol eléri másfeledik kilométerét, ott a nyomvonala a vasúté mellé simul és egymás mellett haladnak el a 451-es főút felüljárója alatt. A 2+800-as kilométerszelvénye táján lép át Szentesről Szegvár területére, ott több kisebb irányváltással egyre nyugatabbi irányt vesz. 5,7 kilométer után éri el a belterület északkeleti szélét, elhalad Szegvár vasútállomás mellett, annak déli szélén, majd a hatodik kilométerét elhagyva keresztezi a vasútvonalat, és előbb a Kinizsi, majd a Szentesi utca nevet veszi fel.
7,7 kilométer után, a település központja közelében a Dózsa György utca nevet veszi fel, délebbi irányba kezd kanyarodni, majd egy körforgalmú csomópontba ér. A körforgalomból északnyugati irányban a 45 126-os út ágazik ki, Szegvár nyugati külterületei felé, kelet-nyugati irányban a településközpont önkormányzati utcái csatlakoznak hozzá, a 4521-es pedig dél felé folytatódik, egy darabig még Dózsa György, majd Mindszenti utca néven. Nem sokkal a 10. kilométere után éri el a település déli határszélét, ahol ismét találkozik a vasúttal, ott még elhalad Kórógyszentgyörgy megállóhely mellett, majd kilép a községből.
A 12+150-es kilométerszelvénye táján, délnyugati irányban haladva lép át Mindszent területére, a település első házait 14,6 kilométer után éri el. Ott a Napkelet utca nevet veszi fel, így torkollik bele kelet felől, 15,1 kilométer után a 4523-as út Derekegyház és a 45-ös főút irányából. 15,5 kilométer után, Mindszent belvárosában nyugatnak fordul és a Csokonai utca nevet veszi fel, ugyanott ágazik ki belőle dél felé a 45 324-es út Mindszent vasútállomásra.
A Mindszent központjának nyugati részén található, hosszan elnyúló háromszög alakú Szabadság teret 16,3 kilométer után éri el, a 4521-es útszámozás a háromszög két hosszú oldalán vezet végig, a Hódmezővásárhely felé tartó forgalom azonban kézenfekvő módon inkább a rövidebb oldalt választja, az a rövidke útszakasz a 45 801-es útszámot viseli; a háromszög nyugati csúcsán pedig a 4522-es út ágazik ki Baks felé. A teret elhagyva az út délkelet felé folytatódik, Szabadság utca néven, a 18. kilométeréig, ahol elhagyja Mindszent lakott részeit.
18,8 kilométer után az út ismét eléri a vasútvonalat és amellé simul. 21,7 kilométer után elhalad az egykori Szegfű csárda és az arról elnevezett, már megszűnt Szegfű megállóhely helye mellett, pár lépéssel azután pedig átlép Mártély területére. A község északi szélét kevéssel a 24. kilométere előtt éri el, ott újra eltávolodik a vasúttól és a Fő utca nevet viseli. Alig negyed kilométer után éri el Mártély vasútállomás térségét, de ott már aránylag messze húzódik a vágányoktól, az állomásra a 45 327-es  mellékút ágazik ki belőle. Majdnem pontosan egy kilométerrel arrébb ismét eléri, sőt keresztezi a vasutat, 25,8 kilométer után pedig – újból azzal nagyjából párhuzamos irányban – kilép a belterületről, délkeleti irányban húzódva.
28,7 kilométer után lépi át Hódmezővásárhely határát, 30,6 kilométer után pedig a 47-es főút  északi elkerülő szakaszának egy körforgalmába ér, a főút 200. kilométerétől alig néhány lépésnyire. Innentől az elérhető információk nem egységesek: egyrészt úgy tűnik, az országos közutak térképes nyilvántartását szolgáló kira.gov.hu térképe alapján, hogy az út ezen a ponton véget ér, másrészt az oldal a kilométer-számozást és az útszámot még ezután is feltünteti, a város belterületi szakaszán: előbb a Mártélyi úton, majd végig a Jókai utcán, Tabán, Csúcs és Béketelep városrészek között. Eszerint csak a városi katolikus temetőt elhagyva ér véget, beletorkollva a 4459-es útba (a 47-es főút egykori, városon átvezető szakaszába).
Teljes hossza, az országos közutak térképes nyilvántartását szolgáló kira.gov.hu adatbázisa szerint 34,471 kilométer.

## Települések az út mentén
- Szentes
- Szegvár
- Mindszent
- Mártély
- Hódmezővásárhely

## Története
1934-ben a kereskedelem- és közlekedésügyi miniszter 70 846/1934. számú rendelete a Mindszent és Hódmezővásárhely közti szakaszát harmadrendű főúttá nyilvánította, a Kistelektől Vásárhelyig tartó 422-es főút részeként; fennmaradó szakaszát viszont a rendelet alapján 1937-ben kiadott közlekedési térkép még mellékúti kiépítettséggel sem tüntette fel.